# Különleges Kerékpárok Nemzetközi Vására

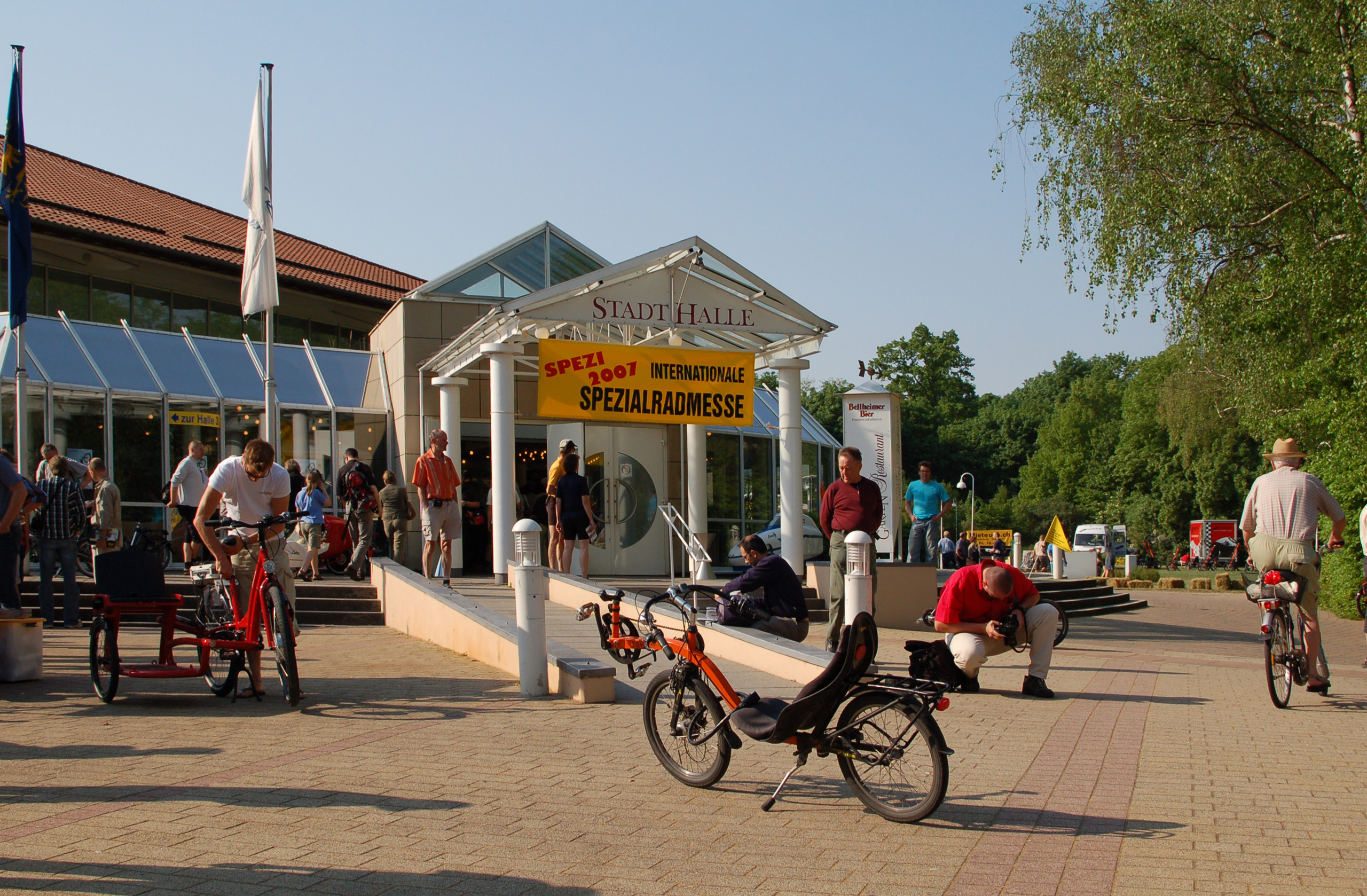
Speci 2007

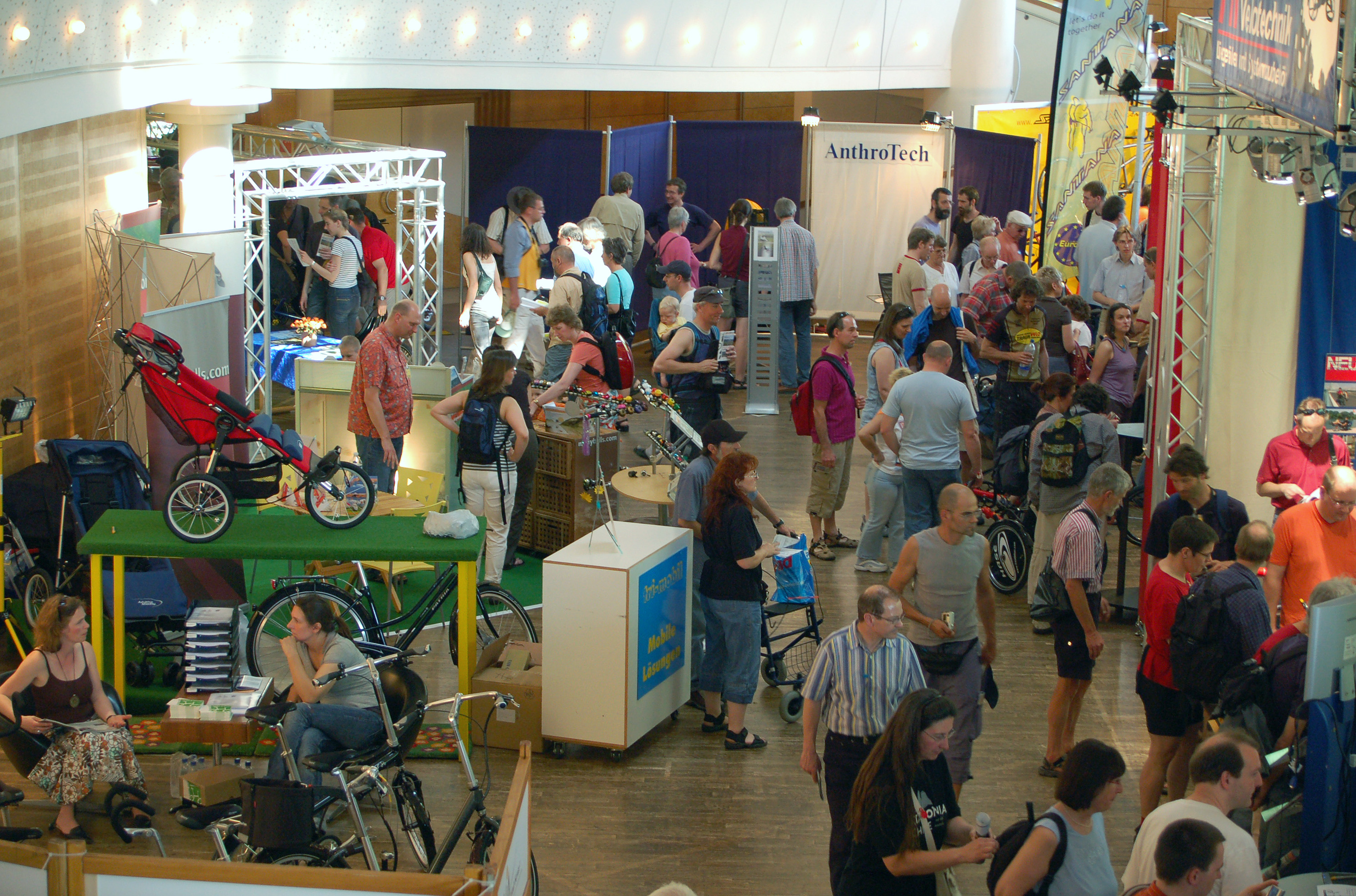
Az 1. csarnokban

A Különleges Kerékpárok Nemzetközi Vására (Internationale Spezialradmesse, SPEZI) egy világhírű, emberi erővel hajtott járművek és speciális kerékpárok vására Germersheimben. A szervező 2007-ig a helybeli Haasies Radschlag különleges kerékpárokkal kereskedő cég volt, 2008-tól pedig Hardy Siebecke, a Haasies Radschlag alapítója és korábbi társigazgatója. 
A vásárra 1996 és 2001 között minden évben húsvét után került sor. 2002 óta az esemény április utolsó hétvégéjén zajlik. Az első vásárt 1. Süddeutsche Spezialradmessének nevezték, 2001 után Deutsche Spezialradmessének, 2006-tól pedig Internationale Spezialradmesse néven tartották meg.
A kiállításon bemutatásra kerülnek fekvőbringák, összecsukható kerékpárok, triciklik, négykerekű kerékpárok, fedélzeti négykerekűek, tandemek, fekvőtandemek, sociablesek, elektromos kerékpárok (pedelecek), gyerekszállító és pótkocsis kerékpárok, pedicabok, velomobilok, rowingbike-ok, családi kerékpárok, rollerek, rehabilitációs mobilok, kiegészítők és még sok más.
A SPEZI kiállítás 2003 óta három csarnokban található a germersheimi városháza környékén. A kiállítóteret kiegészítik a szomszédos buszpályaudvaron a tesztpályák és gyermektesztpályák, ahol a bemutatott kerékpárok többsége kipróbálható. 2014 óta van egy nagy e-bike-tesztpálya is a közeli Germersheim Lamotte Parkban, ahol a látogatók a motorizált kerékpárokat és normál pedeleceket kipróbálhatják. A szomszédos egyetem amfiteátrumának előadóteremében a kerékpárok világának speciális témáiról vannak előadások. A városháza előtti szabadtéri területet, a Tournuser Platzot 2009 óta hivatalosan is használják a kiállítás állandó bővülése miatt. Itt található hely további próbákra és a gyártói eszmecserére. A látogatók a csarnokok és a germersheimi vasútállomás között többüléses speciális kerékpárokat használhatnak. 2018 óta a feltalálók laboratóriumában a 3. csarnok előtti téren azon győztes innovációkat mutatják be az induló vállalkozások és a hobbitervezők, amelyeket a zsűri és a közönség szavazatai alapján a helyszínen díjaztak. 
2018-ban 130 kiállító jelentkezett Európából, az USA-ból és Ázsiából, és körülbelül 10 000 látogató érkezett.

## Fordítás
Ez a szócikk részben vagy egészben  a   Spezialradmesse című német Wikipédia-szócikk ezen változatának fordításán alapul.  Az eredeti cikk szerkesztőit annak laptörténete sorolja fel. Ez a jelzés csupán a megfogalmazás eredetét és a szerzői jogokat jelzi, nem szolgál a cikkben szereplő információk forrásmegjelöléseként.